# Champagnemesserne
Champagnemesserne er betegnelsen for en gruppe middelalderlige handelsmesser i det franske grevskab Champagne og Brie, nu i Champagne-Ardenne).
Fra 1100-tallet oplevede Europa nord for Alperne en sammensmeltning med Middelhavets handelssystem. Centrum for den var Champagnemesserne, der i begyndelsen af 1100-tallet havde udviklet sig som regionale messer med de vigtigste hestemarkeder.
En messe i middelalderen var et regelmæssigt møde mellem købmænd fra et stort område. Normalt strakte en messe sig over flere dage (eller endda uger) og blev afholdt en eller to gange årligt. Som juridisk handelsinstitution opstod messerne i Vesteuropa efter den urolig tids vikingeangreb. De stod under en herres beskyttelse, og mange opstod nær ved klostre, der tiltrak handel og håndværk. Mod slutningen af 1000-tallet og i begyndelsen af 1100-tallet øgedes messernes antal, og der opstod to nordeuropæiske messe-cyklusser: Flandern og Champagne.
En messe-cyklus bestod af en række messer afholdt nær ved hinanden med korte mellemrum. I Flandern bestod cyklussen, der opstod omkring 1125, af messerne i Lille, Messines, Ypres, Thourout og Brügge. Deres betydning mindskedes efterhånden som de flamske byer voksede og blev centre for den flamske handel.
Messe-cyklussen i Champagne bevarede sin internationale betydning frem mod 1300. Hver messe varede seks uger og rækkefølgen var følgende: umiddelbart efter nytår messe i Lagny ved Marne-floden nær Paris. Derefter Bar-sur-Aube midt i fasten, Provins-messen i Kristi Himmelfartsugen, Troyes efter Sankthans-festen 24. juni, Provins igen 14. september og nok en gang Troyes 2. november.
Når det netop blev Champagne-messerne, der blev centrum for vareudvekslingen mellem italienske og nordeuropæiske købmænd, skyldtes det beliggenhed og et stærkt centralt styre.
Messerne lå på ruten mellem Italien og Flandern, der oplevede en voksende samhandel. Ruten gik fra Rhône-dalen over land til pariserflodernes hovedløb og nordpå til Lille og Arras. Dermed var Champagne et passende mødested for handlende fra de to områder. Tilsyneladende var det først i slutningen af 1100-tallet, at italienerne dukkede op på messerne.
Den politiske stabilitet i området blev sikret af greverne af Champagne, der i løbet af 1000-tallet havde et solidt greb om området. Dermed kunne de sikre købmændenes sikkerhed – mod en passende betaling.